# Edward Snowden
Edward Joseph Snowden (Wilmington (Carolina del Nord), 21 de juny de 1983) és un excontractista tècnic i extreballador de la CIA, que treballà per una empresa contractada per l'Agència de Seguretat Nacional (NSA) dels Estats Units. Va ser conegut com a revelador que va transmetre a la premsa informació classificada sobre el programa Prism de la NSA, que comprèn una vigilància massiva de la internet arreu al món.

## Els fets
Inicialment, Snowden va compartir amb The Guardian material classificat sobre diversos programes altament secrets de l'NSA, que inclouen, entre d'altres, la intercepció de metadades telefòniques als Estats Units i el programa de vigilància Prism. El diari britànic va publicar-ho el juny de 2013. Snowden va manifestar que les filtracions eren un esforç per informar el públic sobre què s'està fent en el seu nom i què s'està fent en contra seva.
Arran d'aquestes filtracions, Snowden està acusat d'espionatge i de robatori de propietat del govern. Aquestes revelacions són fruit d'una de les filtracions més importants de la història de l'NSA. Segons Matthew M. Aid, historiador sobre els serveis d'intel·ligència, les filtracions dutes a terme per Snowden han confirmat les profundes sospites que existien al voltant de la idea que l'NSA exercia una vigilància molt més intrusiva del que semblava.
El 14 de juny de 2013, el fiscal federal dels Estats Units va presentar una demanda, que es feu pública el dia 21 del mateix mes, que acusa Snowden de robatori de propietat del govern, de comunicació d'informació vinculada a la defensa nacional sense autorització i de comunicació voluntària d'informació d'intel·ligència classificada a una persona no autoritzada (essent aquests dos darrers basats en la llei sobre espionatge dels Estats Units de 1917).
La filtració es feu pública mentre Snowden estava refugiat a Hong Kong. Això no obstant, el 23 de juny, el govern de Hong Kong va anunciar que havia autoritzat la sortida del país a Snowden per tal d'asilar-se en un altre indret. Snowden va abandonar Hong Kong per viatjar a Moscou a bord d'un avió de la companyia Aeroflot. Un cop arribat a Moscou, el ministre d'assumptes exteriors de l'Equador, Ricardo Patiño, va anunciar que Snowden havia demanat asil a l'Equador, un país que té tractat d'extradició amb els Estats Units.

## Biografia
Els primers tretze anys de la seva vida els va viure a la seva ciutat natal a Carolina del Nord, fins que els seus pares van traslladar-se a Ellicott City a Maryland. Té una germana més gran. Son pare era un empleat de la Guàrdia de Costa dels Estats Units d'Amèrica i sa mare una empleada de la cort de l'estat federal de Maryland.
De 1999 a 2001 i de 2004 a 2005 va estudiar informàtica a la Universitat Anne Arundel Community College a Maryland, tot i que no es va graduar. Durant l'intèrval va servir a l'Exèrcit dels Estats Units d'Amèrica, per tal de poder contribuir a l'alliberament d'Iraq. El van acomiadar de l'exèrcit després d'un accident en què es va fracturar ambdues cames. El 2004 va treballar per tal de pagar-se els estudis com a guàrdia per un subministrador de l'NSA. No va acabar els seus estudis i va comentar aquest fet així: «A les persones intel·ligents no els calen universitats: obtenen el que volen i deixen les seves empremtes en la història.»
El 2005, després de deixar els seus estudis, va començar a treballar per a la CIA, com a tècnic al departament de seguretat de la informació, on va progressar ràpidament per la seva competència informàtica. El 2009 va canviar de feina, a la companyia Booz Allen Hamilton, on va treballar com a administrador de sistemes al despatx de Hawaii. Considerava la seva vida a Hawaii, juntament amb la seva companya, força confortable, amb un sou acceptable i una casa pròpia com cal. Com va dir ell mateix, va acceptar aquesta feina per a poder revelar el control, als seus ulls il·legítim, d'internet per part dels serveis secrets americans. El seu superior el va acomiadar el 10 de juny de 2013, per haver infringit el reglament de treball i els principis ètics de la societat. El seu darrer superior, de la companyia Booz Allen Hamilton, va comprometre's a col·laborar amb la justícia.

## Comentaris: «Criminal o heroi?»

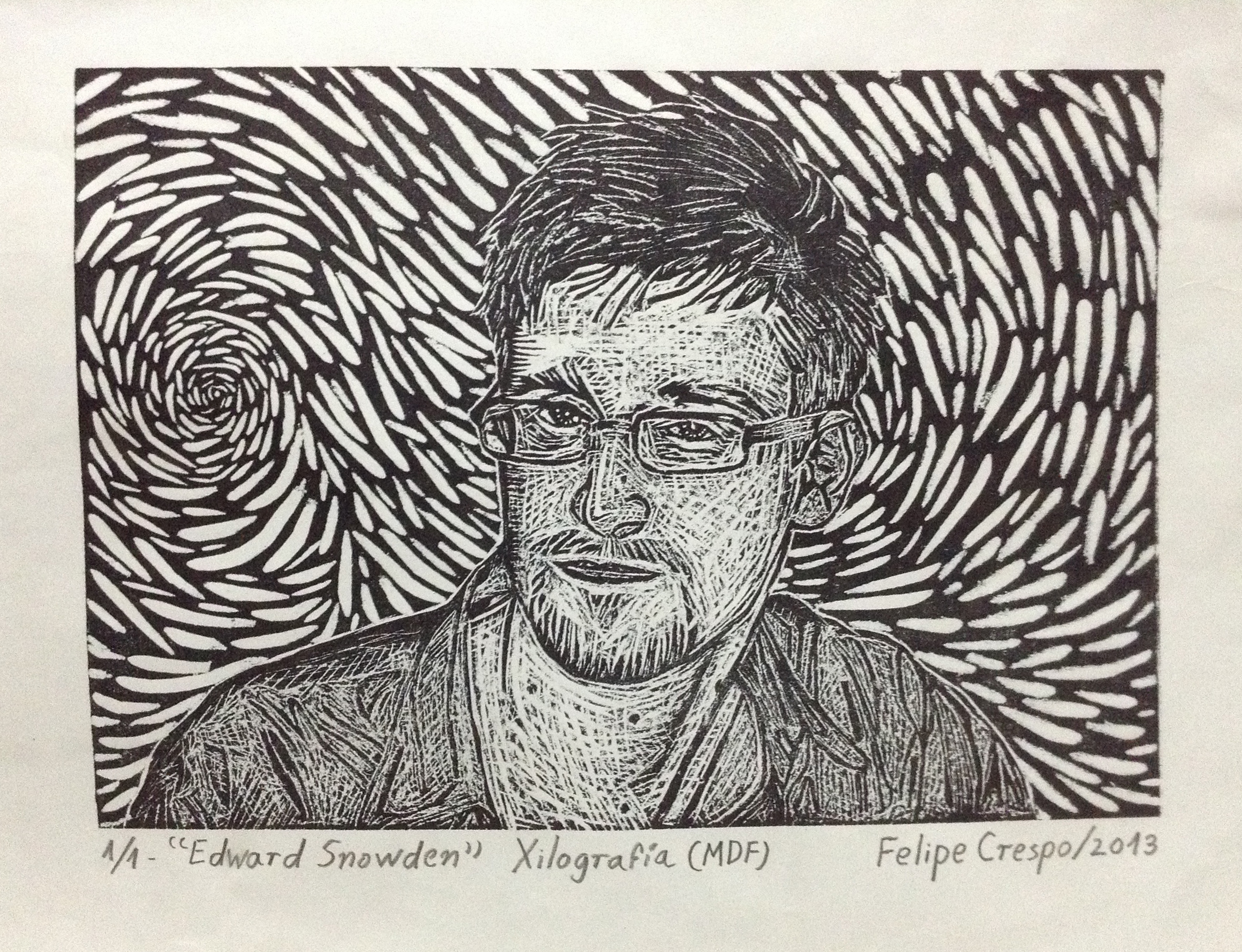
Gravat sobre Edward Snowden amb la tècnica de xilografia.

El magistrat Baltasar Garzón, conseller de WikiLeaks va comentar: «El que es fa contra Julian Assange i Joseph Snowden, — perquè van revelar informació d'interès públic — és un atac greu contra persones.» A la premsa es va encendre el debat «heroi o criminal». Uns li retreuen que posés en perill la seguretat, altres que revelés les maniobres d'uns estats per a crear, com a la novel·la d'Aldous Huxley, Un món feliç des del qual controlar la vida privada dels ciutadans. Ell mateix va dir que volia que el públic estigués informat «del que han fet en el seu nom i el que es fa en contra seva». Lluís Muntada va comentar: «El poder sembla més preocupat per ser invulnerable que no pas per promoure nous capítols de llibertat i justícia per a la ciutadania.»Josep Gifreu el posa en la línia de soldats diligents que en cert moment van patir un conflicte de consciència, com Daniel Ellsberg que el 1971 va revelar els Papers del Pentàgon i les mentides sobre la Guerra del Vietnam, Aaron Swartz o Chelsea Manning. Parla d'una heroïcitat ètica d'Snowden en filtrar «les pràctiques i estructures de l'actual poder distribuït entre l'immens aparell d'espionatge de l'estat tecnològic i les grans corporacions del ciberespai.»